# Europa.eu
Europa.eu är Europeiska unionens officiella webbplats, som drivs av Europeiska kommissionens generaldirektorat för kommunikation. Europa.eu fungerar som en portal till cirka 150 olika webbplatser för unionens institutioner, organ och byråer samt Europeiska kommissionens olika generaldirektorat.
Europa.eu har material på unionens samtliga officiella språk. Lagstiftning och viktiga policydokument läggs ut på samtliga språk, medan information av mer flyktig eller väldigt teknisk natur endast läggs ut på engelska, franska och tyska.